# 劉道憐
劉 道憐（りゅう どうれん、太和3年（368年）- 永初3年6月17日（422年7月21日））は、南朝宋の皇族。長沙景王。武帝劉裕の異母弟にあたる。本来の名は劉道鄰だが、劉道憐と名で表記されることが多い。以下劉道憐で統一する。

## 経歴
劉翹と蕭文寿のあいだの子として生まれた。はじめ国子学生となった。謝琰が徐州刺史となると、道憐はその下で従事史をつとめた。元興3年（404年）、劉裕が桓玄を討って建康を平定したが、道憐はそのあいだ家に留まって母を慰めた。桓玄が西方に敗走すると、武陵王司馬遵の承制により、道憐は員外散騎侍郎の位を受けた。まもなく建威将軍・南彭城国内史に転じた。
ときに北青州刺史の劉該が東晋から離反し、北魏の援軍を引き入れると、清河陽平二郡太守の孫全も兵を集めてこれに呼応した。義熙元年（405年）、北魏の拓跋珪がその豫州刺史の索度真と大将軍の斛斯蘭を派遣して徐州に侵攻させ、相県を攻撃し、鉅鹿郡太守の賀申を捕らえ、寧朔将軍の羊穆之を彭城に包囲した。道憐は兵を率いて彭城の救援に向かい、陵柵で孫全を斬った。彭城に進軍すると、索度真と斛斯蘭を敗走させた。道憐は孟龍符・孔隆・羊穆之らを率いて追撃し、索度真と斛斯蘭は相城に逃れた。光水溝まで進軍すると、劉該を斬り、魏兵の多くを殺傷し水死させた。
劉裕が京口に駐屯すると、道憐は龍驤将軍の号を受け、堂邑郡太守を兼ね、石頭に駐屯した。義熙3年（407年）、使持節・監征蜀諸軍事の任を加えられ、劉敬宣らを率いて後蜀を攻撃した。後蜀の輔国将軍の譙道福が要所に拠ってはばんだため、60日あまりも対峙して進軍できず、遠征は失敗に終わった。かつての勲功により新興県五等侯に封じられた。義熙4年（408年）、諸葛長民に代わって并州刺史・義興郡太守に任じられたが、石頭に駐屯したまま動かなかった。
ときに道憐は彭城に駐屯することを望んだが、朝議により彭城は遠すぎるとして、山陽に駐屯するよう命じられた。征虜将軍・都督淮北諸軍事・北東海郡太守の任を加えられ、新渝県男に封じられた。義熙5年（409年）、劉裕に従って南燕を討ち、軍の先頭に立った。義熙6年（410年）、広固城が陥落すると、慕容超は自ら兵を率いて包囲を突破しようとして、道憐の部下に捕らえられた。道憐は使持節を加えられ、左将軍の号を受けた。義熙7年（411年）、并州刺史の任を解かれ、北徐州刺史の任を加えられて、彭城に移駐した。義熙8年（412年）、劉裕が劉毅を討つと、道憐は都督兗青二州晋陵京口淮南諸軍事・兗青二州刺史に任じられ、京口に駐屯した。義熙9年（413年）、竟陵県公に改封された。義熙10年（414年）、中軍将軍の号を受け、散騎常侍の位を加えられた。義熙11年（415年）、劉裕が司馬休之を討つと、道憐は建康の留守を任され、武装兵100人を率いて宮殿に入った。劉裕が江陵を平定すると、道憐は都督荊湘益秦寧梁雍七州諸軍事・驃騎将軍・開府儀同三司・鎮護南蛮校尉・荊州刺史に任じられた。
義熙13年（417年）、劉裕が後秦を滅ぼして関中を平定すると、道憐は侍中・都督徐兗青三州揚州之晋陵諸軍事・守尚書令・徐兗二州刺史に任じられた。元熙元年（419年）、尚書令の任を解かれ、司空の位に進んで、京口に駐屯した。
永初元年（420年）6月、劉裕が帝位につくと、道憐は太尉となり、長沙王に封じられた。永初2年（421年）、建康の宮殿に入って住んだ。
永初3年6月戊子（422年7月21日）、薨去した。享年は55。太傅の位を追贈された。

## 妻子

### 妻
- 長沙太妃檀氏

### 男子
- 劉義慶
- 劉義欣
- 劉義融（? - 441年、桂陽県侯、侍中・左衛将軍・太子中庶子・五兵尚書）
- 劉義宗
- 劉義賓（? - 448年、興安県侯、黄門郎・秘書監・左衛将軍、輔国将軍・徐州刺史）
- 劉義綦（? - 455年、営道県侯、右衛将軍・湘州刺史）

## 伝記資料
- 『宋書』巻51 列伝第11
- 『南史』巻13 列伝第3